# メリエスの素晴らしき映画魔術
『メリエスの素晴らしき映画魔術』（メリエスのすばらしきえいがまじゅつ、Le voyage extraordinaire）は2011年のフランスのドキュメンタリー映画。世界初の職業映画監督と言われるジョルジュ・メリエス監督の偉業を、様々な映画人へのインタビューを通じて紹介するとともに、彼の代表作の1つで世界初のSF映画とされる1902年のモノクロ・サイレント映画『月世界旅行』のカラー版（着色版）を最新デジタル技術で復元する過程についても紹介する。

## 出演者
- コスタ＝ガヴラス
- ジャン＝ピエール・ジュネ
- ミシェル・ゴンドリー
- ミシェル・アザナヴィシウス
- トム・ハンクス

他